# Propan-2-ol
El propan-2-ol, conegut també com a alcohol isopropílic, és un alcohol amb la fórmula (CH₃)₂CHOH.

## Propietats
És un líquid incolor, inflamable i miscible en aigua en qualsevol proporció.

## Usos
És molt emprat com a dissolvent, com a anticongelant i en perfumeria.
També s'empra en la creació de cambres de boira per detectar partícules subatòmiques carregades elèctricament.
Com a subproducte en l'obtenció de l'alcohol isopropílic s'obté èter isopropílic, un producte líquid que és emprat per a augmentar la combustibilitat de la gasolina.